# Escola Preparatória Patrice Lumumba
A Escola Preparatória Patrice Lumumba (EPPL) é uma instituição de ensino santomense, sediada em São Tomé, a capital do país.
É a mais antiga e única instituição pública de ciclo preparatório de São Tomé e Príncipe.

## Histórico
A Escola Preparatória Patrice Lumumba surgiu daquela que é a mais antiga escola secundária do arquipélago, mas que após a independência, ganhou um novo propósito.

### Fundação
A EPPL descende do Colégio-Liceu de São Tomé, que foi criado por meio da portaria provincial nº 1947, de 21 de setembro de 1952, por iniciativa do governador colonial Guilherme Abranches Pinto. O Edifício do Colégio, sede da nova instituição, começou a ser construído em 1952, com o projeto arquitetônico de Lucínio Cruz, sendo concluído em 1954.
Por meio do decreto-lei nº 45512, de 18 de setembro de 1959, do Ministério do Ultramar, o Colégio-Liceu passa a ser denominado como Liceu Nacional D. João II, sendo equiparado ao regime jurídico dos liceus da metrópole. 

### Pós-independência
Com a independência de São Tomé e Príncipe, em 1975, foi denominado brevemente Escola D. Pedro I, numa altura de forte influência brasileira na formação de docentes no novo país. O estabelecimento passa, a partir de então, a ofertar o ciclo preparatório, transferindo as atribuições de liceu à então Escola Técnica Silva e Cunha (atual Liceu Nacional de São Tomé e Príncipe).
Em 1988, em meio as reformas do ensino santomense, a instituição recebe a denominação atual, Escola Preparatória Patrice Lumumba, em honra a Patrice Lumumba, um dos maiores líderes pan-africanistas da história.
Em 2012 a escola enfrentou uma onda de transe psíquico que acometeu vários alunos, com casos de crianças fora de si, violentas, e rebolando no chão, deixando a população do arquipélago muito assustada, e; no ano de 2015, a EPPL chegou a fechar as portas algumas vezes, em função de um surto de alergia que acometeu vários alunos da instituição, obrigando-os a serem internados no Hospital Ayres de Menezes.

## Arquitetura
Sua sede, o Edifício do Colégio, é parte do patrimônio arquitetônico nacional.

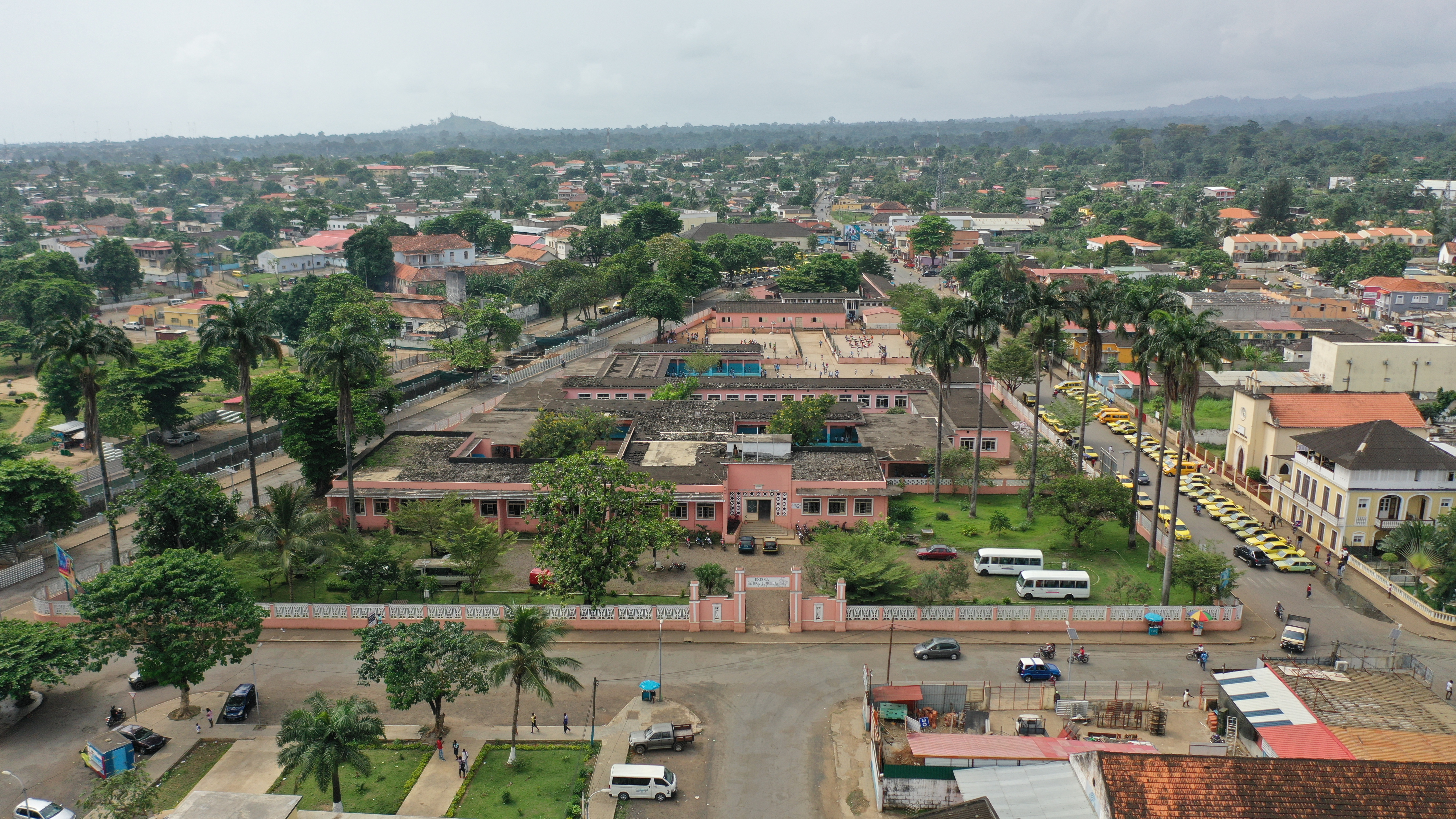
Escola Preparatória Patrice Lumumba 0104.jpg
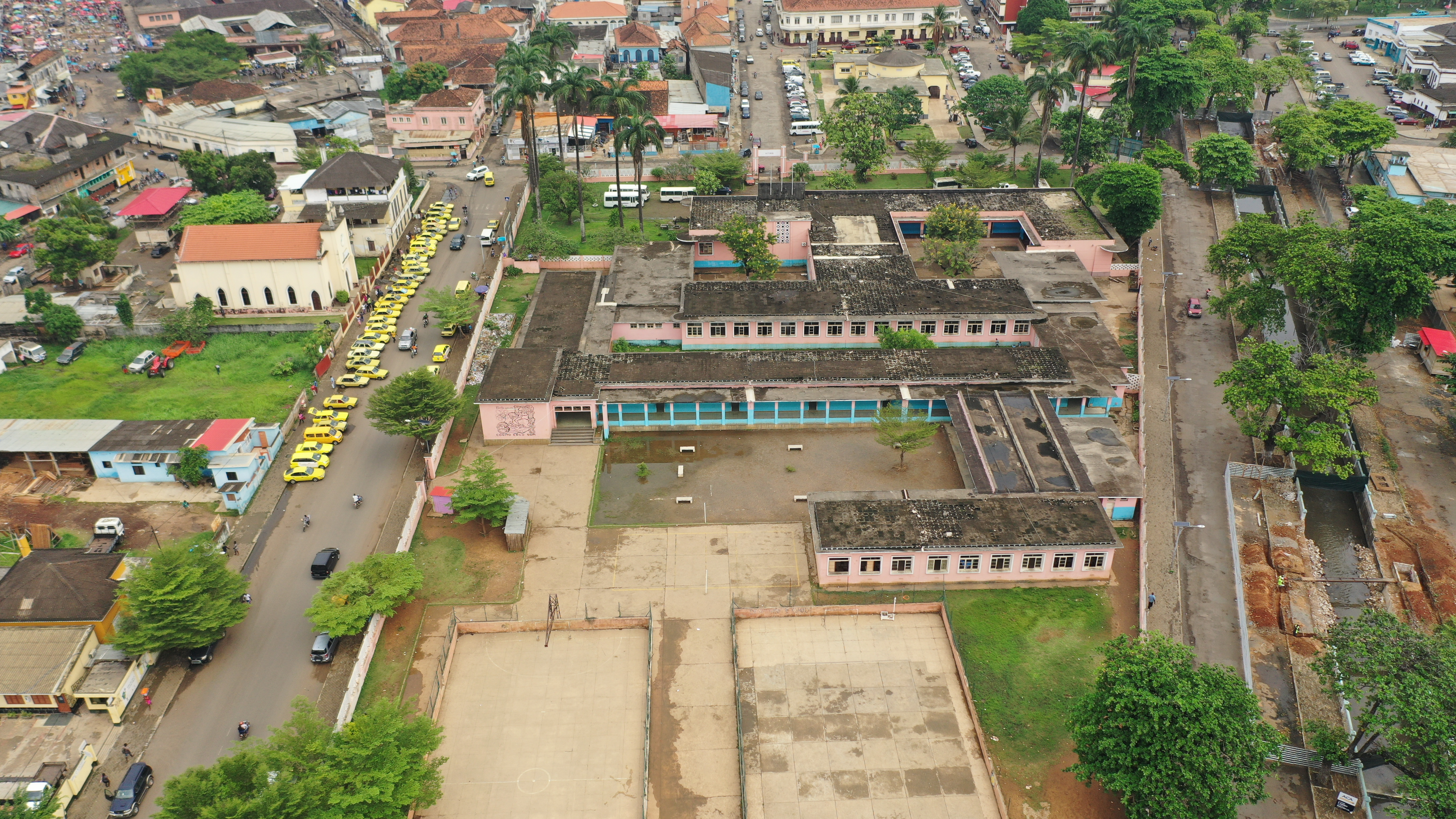
Escola Preparatória Patrice Lumumba 0104.jpg
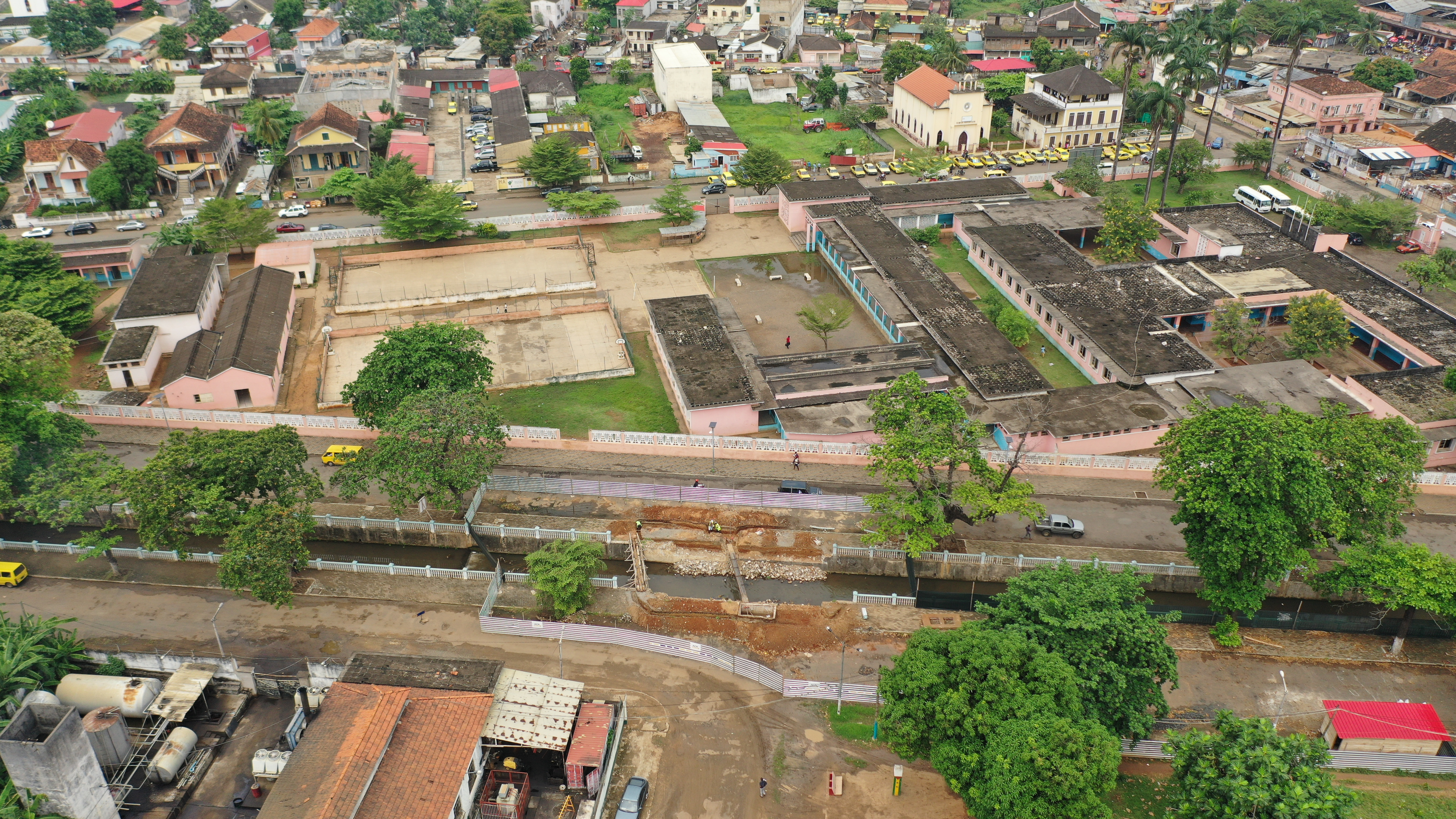
Escola Preparatória Patrice Lumumba 0104.jpg
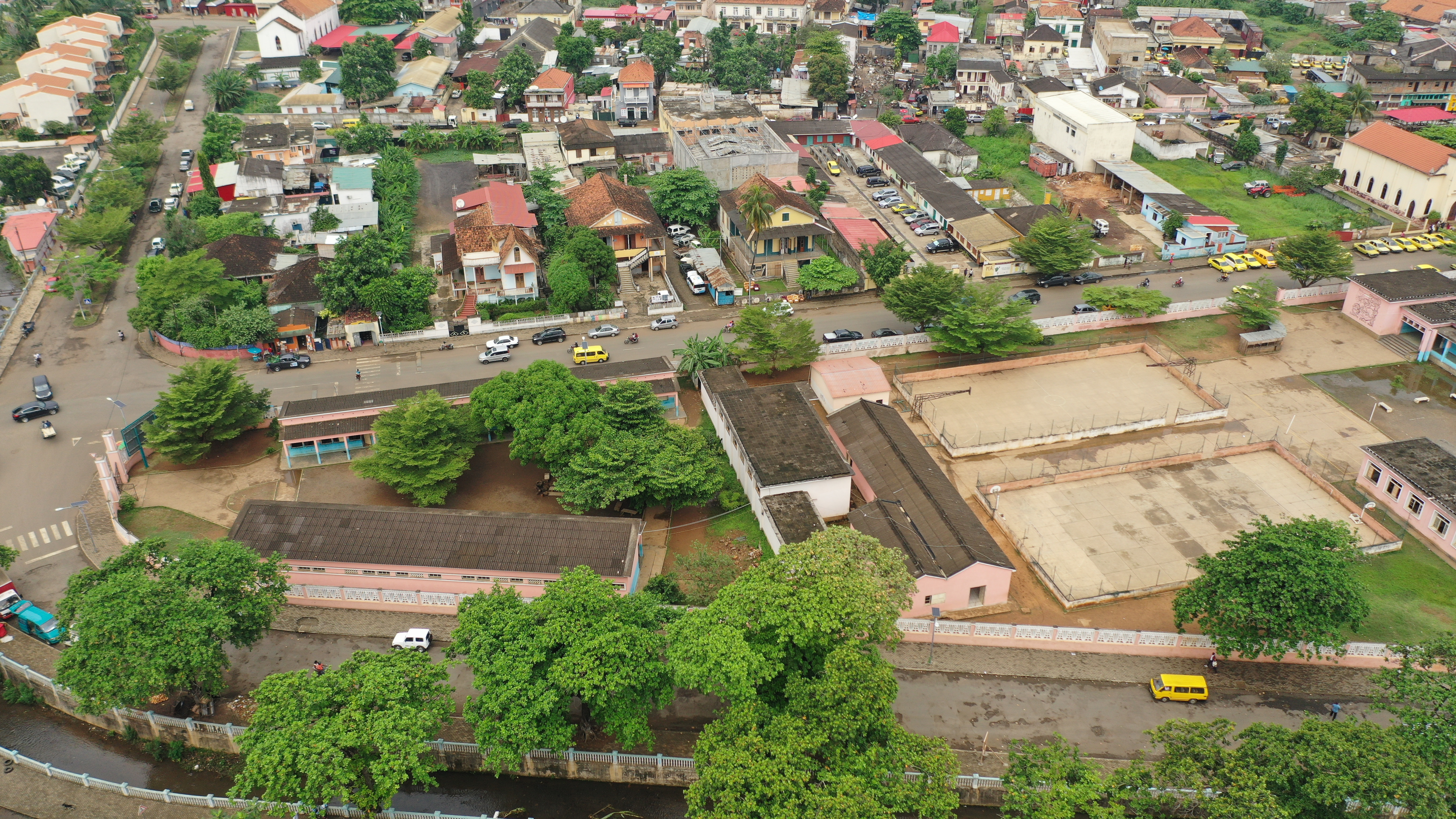
Escola Preparatória Patrice Lumumba 0104.jpg